# Freie Rückkehrbahn
Eine freie Rückkehrbahn (engl. free return trajectory) ist eine Flugbahn, die ein Raumfahrzeug ohne weiteren Antrieb von einem ersten Himmelskörper (z. B. der Erde) zu einem zweiten Himmelskörper (z. B. dem Mond) und wieder zurückführt. Der Begriff „frei“ soll verdeutlichen, dass kein weiterer Antrieb (Schubimpuls) hierfür notwendig ist.

## Theorie

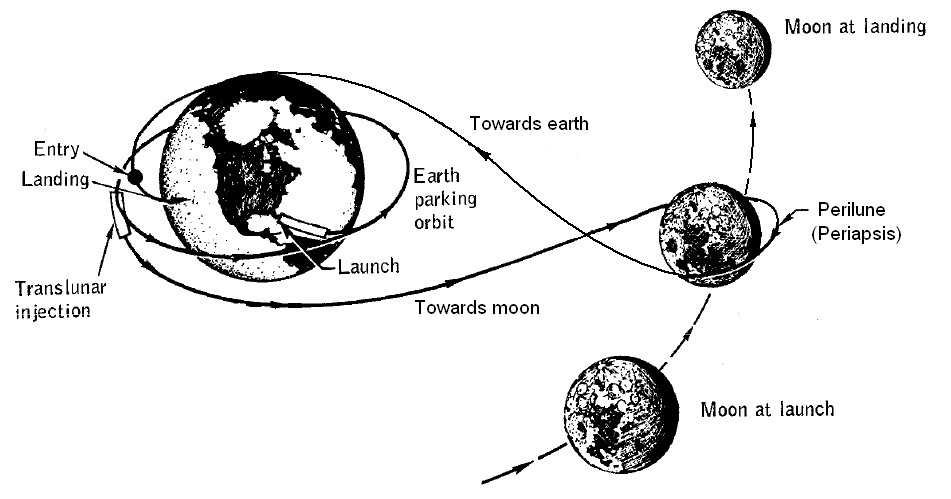
Skizze einer zirkumlunaren freien Rückkehrbahn (nicht maßstabsgetreu).

Bei einer freien Rückkehrbahn werden die Änderungen der Flugrichtung ausschließlich durch die Gravitation bewirkt. Das Raumfahrzeug schwenkt bei einer freien Rückkehrbahn nicht in einen dauerhaften Orbit um den zweiten Körper ein (es sei denn, es zündet seine Triebwerke, reduziert seine Geschwindigkeit und verlässt die ursprüngliche Trajektorie).
Anhand des Beispiels einer Umfliegung des Mondes kann man zwei Fälle unterscheiden:
- Zirkumlunare freie Rückkehrbahn um den Mond. Der Punkt der nächsten Annäherung an den Mond, die Periapsis (auch als Periselen oder im Englischen als Perilune bezeichnet), liegt von der Erde aus gesehen hinter dem Mond. Das Raumfahrzeug bewegt sich in die der Bahnrichtung des Mondes entgegengesetzte Richtung; die Gesamtflugbahn hat die Form einer 8 (siehe Skizze rechts).
- Cislunare freie Rückkehrbahn um den Mond. Das Raumfahrzeug bewegt sich von der Erde aus gesehen hinter den Mondorbit, kehrt dann zurück in den Bereich innerhalb des Mondorbits, bewegt sich vor den Mond, wird dann durch die Mondgravitation auf einen Pfad außerhalb des Mondorbits umgelenkt, um dann schließlich von der Erdanziehung wieder zurück zur Erde gelenkt zu werden. Die Periapsis befindet sich auf der der Erde zugewandten Seite des Mondes, das Raumfahrzeug bewegt sich in gleicher Richtung wie der Mond auf seiner Bahn um die Erde.

Die Flugzeit für eine cislunare freie Rückkehrbahn ist länger als die für eine zirkumlunare Rückkehrbahn, insbesondere für Bahnen mit starker Annäherung an den Mond (Periapsis): die Flugzeit für eine cislunare freie Rückkehrbahn nimmt mit steigendem Radius der Periapsis ab, während die Flugzeit für eine zirkumlunare freie Rückkehrbahn mit steigendem Radius der Periapsis zunimmt.
Wenn man vereinfachend annimmt, dass die Bahn des Mondes um die Erde kreisförmig wäre, gibt es für den speziellen Fall der freien Rückkehrbahnen, die in der Ebene der Mondbahn liegen, sogar periodische Bahnen: nachdem sie die Erde passiert haben, würden sie erneut zum Mond zurückkehren usw. Dasselbe gilt auch für ähnliche Dreikörperprobleme (zwei Körper hoher Masse und ein Körper kleiner Masse in einer Ebene).
Während eine „theoretische“ freie Rückkehrbahn keinen Antrieb benötigt, sind in der Realität durch Störungen und Ungenauigkeiten häufig mehrere (wenn auch kleine) Kurskorrekturen notwendig.

## Anwendung beim Apollo-Programm

### Freie Rückkehrbahnen bis Apollo 11
Eine freie Rückkehrbahn wurde beispielsweise für die initiale Bahn zum Mond geflogen, um bei einem Antriebsausfall eine sichere Rückkehr zu gewährleisten. Bei den Missionen Apollo 8, 10 und 11 wurde die Bahn so gewählt, dass das Raumschiff antriebslos den Mond umrundet hätte und ohne Einsatz der Triebwerke direkt zur Erde zurückgeflogen wäre. Für einen Wiedereintritt wären nur noch minimale Bahnänderungen notwendig gewesen. Da bei diesen drei Apollo-Flügen keine Probleme auftraten, musste die freie Rückkehrbahn nicht genutzt werden. Die Raumfahrzeuge manövrierten sich bei Erreichen des Mondes durch eigenen Antrieb in einen Mondorbit.

### Hybride Bahnen ab Apollo 12
Da die freie Rückkehrbahn die Wahl der möglichen Landepunkte einschränkte, flogen die nachfolgenden Apollo-Missionen, wie beispielsweise Apollo 12 und die von technischen Problemen begleitete Apollo 13, auf einer sogenannten hybriden Bahn. Diese Bahn bestand zunächst aus einem hoch-elliptischen Orbit um die Erde, dessen Apogäum kurz vor dem Mond lag und die eine antriebslose (freie) Rückkehr in einen Wiedereintritt bot. Unterwegs zum Mond wurde dann ein Manöver („mid-course maneuver“) durchgeführt, um auf eine trans-lunare Bahn umzuschwenken. Diese bot dann keine freie Rückkehr mehr. Dieses Vorgehen erlaubte beim Start die Sicherheit einer freien Rückkehr; das Raumfahrzeug verließ diese „sichere“ Bahn erst, nachdem man sich von der Funktionsfähigkeit der relevanten Systeme überzeugt hatte und die Mondlandefähre mit dem Kommandomodul (Redundanz der Antriebssysteme) gekoppelt war.  Beispielsweise wurde nach dem technischen Zwischenfall bei Apollo 13 innerhalb weniger Stunden die Mondlandefähre benutzt, um das Gespann aus der vorgesehenen trans-lunaren Bahn in eine freie Rückkehrbahn zu manövrieren. Apollo 13 war die einzige Apollo-Mission, die die freie Rückkehrbahn um den Mond tatsächlich nutzte (obwohl zwei Stunden nach dem Periselenum durch eine Aktivierung des Antriebes die Rückkehr zur Erde um 10 Stunden verkürzt und der Landepunkt vom Indischen Ozean in den Pazifik verlegt wurde).